# Rubén Juste de Ancos
Rubén Juste de Ancos (Toledo, 1985) és un sociòleg, investigador i consultor polític espanyol.

## Biografia
Rubén Juste és llicenciat i doctor en Sociologia per la Universitat Complutense de Madrid. Va realitzar la seva tesi doctoral sobre les portes giratòries en l'Ibex 35.
A causa de la crisi econòmica, va emigrar a Austràlia tenint diverses ocupacions. Més tard es va traslladar a Llatinoamèrica, instal·lant-se primer al Paraguai, on va treballar a la Universitat Catòlica Nostra Senyora de l'Asunción i com a consultor polític per al Front Guasú durant el mandat de Fernando Lugo fins a la seva destitució com a president. Posteriorment també va ser conseller per Avanza País. Va deixar Paraguai per establir-se a Equador, treballant a la Universitat Andina Simón Bolívar.

Des de 2016 col·labora en CTXT amb diverses anàlisis sobre la política econòmica històrica i actual. En 2017 es va incorporar com a assessor del grup polític Unidos Podemos al Congrés.

## Obra
La recerca principal de Rubén Juste ha estat l'estreta relació entre les elits polítiques i econòmiques a Espanya, analitzant com aquestes relacions van manejar i manegen la política del país, des dels processos de privatització de les grans empreses públiques, fins a la pèrdua de sobirania quan aquestes mateixes empreses finalment han passat a pertànyer a grans capitals estrangers. Gran part d'aquesta recerca, pionera a Espanya, està recollida en el seu primer llibre, IBEX 35. Una història herética del poder a Espanya.

### Llibres
- IBEX 35. Una historia herética del poder en España (2017).[9]
- La nueva clase dominante. Gestores, inversores y tecnólogos. Una historia del poder desde Colón y el Consejo de Indias hasta BlackRock y Amazon (2020).[10]

### Articles destacats
- Hegemonía colorada y alternancia política en Paraguay: Los límites de la victoria de Horacio Cartes. Revista Novapolis. 2014.
- Medios de comunicación, referencias nominales y poder en Paraguay. Revista Latina de Comunicación Social. 2014.
- El pueblo en movimiento: el proceso de democratización en América Latina como transformación constante. Un análisis del caso de Ecuador. Revista electrónica de estudios latinoamericanos. 2013.
- Redes de actores en medios de prensa. Una metodología para abordar la hegemonía en los medios de comunicación: el ejemplo de las elecciones de 2013 en Paraguay. Chasqui. Revista Latinoamericana de Comunicación. 2013.